# Хон Чхоль
Хон Чхоль (кор. 홍철; 17 сентября 1990, Соннам, Республика Корея) — южнокорейский футболист, защитник клуба «Тэгу». Выступал за национальной сборную Южной Кореи.

## Клубная карьера
Начал карьеру футболисту выступая за команду университета Данкук, после чего выступал за клуб «Соннам». На взрослом уровне дебютировал 23 февраля 2010 года в матче Лиги чемпионов АФК против японского «Кавасаки Фронтале» (2:0). В итоге Чхоль помог команде выиграть этот международный трофей, а в следующем году выиграл с клубом Кубок Южной Кореи. Всего отыграл за команду из города Соннам три сезона своей игровой карьеры. Большинство времени, проведенного в составе «Соннам», был основным игроком защиты команды.
В начале 2013 года заключил контракт с клубом «Сувон Самсунг Блюуингз», в составе которого провел следующие четыре сезона своей карьеры игрока. В 2016 году играя в основном составе команды, выиграл национальный кубок.
В начале 2017 года Хон попал под военный призыв и стал выступать за армейскую команду «Санджу Санму», где должен был провести два года военной службы. По состоянию на 2 июня 2018 года отыграл за клуб 42 матча в национальном чемпионате.

### Статистика
| Клуб             | Клуб                   | Клуб             | Лига | Лига | Кубок             | Кубок             | Кубок Лиги | Кубок Лиги | Континентальный | Континентальный | Итого | Итого |
| Сезон            | Клуб                   | Лига             | Игры | Голы | Игры              | Голы              | Игры       | Голы       | Игры            | Голы            | Игры  | Голы  |
| Южная Корея      | Южная Корея            | Южная Корея      | Лига | Лига | Кубок Южной Кореи | Кубок Южной Кореи | Кей-лига   | Кей-лига   | АФК             | АФК             | Итого | Итого |
| ---------------- | ---------------------- | ---------------- | ---- | ---- | ----------------- | ----------------- | ---------- | ---------- | --------------- | --------------- | ----- | ----- |
| 2010             | Соннам                 | Кей-лига         | 18   | 1    | 3                 | 0                 | 4          | 1          | 9               | 0               | 34    | 2     |
| 2011             | Соннам                 | Кей-лига         | 20   | 3    | 4                 | 0                 | 4          | 1          | -               | -               | 28    | 4     |
| 2012             | Соннам                 | Кей-лига         | 30   | 2    | 1                 | 0                 | -          | -          | 5               | 0               | 36    | 2     |
| 2013             | Сувон Самсунг Блюуингз | Кей-лига         | 34   | 2    | 1                 | 0                 | -          | -          | 5               | 0               | 40    | 2     |
| 2014             | Сувон Самсунг Блюуингз | Кей-лига         | 29   | 0    | 1                 | 0                 | -          | -          | -               | -               | 30    | 0     |
| 2015             | Сувон Самсунг Блюуингз | Кей-лига         | 30   | 0    | 1                 | 0                 | -          | -          | 4               | 0               | 35    | 0     |
| 2016             | Сувон Самсунг Блюуингз | Кей-лига         | 6    | 0    | 0                 | 0                 | -          | -          | 0               | 0               | 6     | 0     |
| Итого            | Южная Корея            | Южная Корея      | 167  | 8    | 11                | 0                 | 8          | 2          | 23              | 0               | 209   | 10    |
| Всего за карьеру | Всего за карьеру       | Всего за карьеру | 167  | 8    | 11                | 0                 | 8          | 2          | 23              | 0               | 209   | 10    |

## Карьера в сборной
В течение 2009—2010 годов привлекался в состав молодёжной сборной Южной Кореи. На молодёжном уровне сыграл в 10 официальных матчах, забив 1 гол.
9 февраля 2011 года дебютировал в официальных матчах в составе национальной сборной Южной Кореи в товарищеской игре против Турции (0:0).
В составе сборной был участником чемпионата мира 2018 года в России.